# Mimosybra trimaculata
Mimosybra trimaculata là một loài bọ cánh cứng trong họ Cerambycidae.